# 戈戈利夫 (拉傑霍夫區)
50°19′19″N 24°23′28″E / 50.32194°N 24.39111°E
戈戈利夫（烏克蘭語：Гоголів），是烏克蘭西部的村莊，隸屬利維夫州的舍普季茨基區。該村面積1.06平方公里，海拔高度217米，2001年人口489，人口密度每平方公里459.59人。